# Jesper Bank
Jesper Bank (Fredericia, 6 de abril de 1957) é um velejador dinamarquês, campeão olímpico. Ele competiu nos Jogos Olímpicos de Verão de 1992 na classe Soling e conquistou a medalha de ouro, ao lado de Jesper Seier e Steen Secher. Quatro anos depois, nos Jogos Olímpicos de 2000, voltou a conseguir o ouro nesta mesma classe, desta vez com Henrik Blakskjær e Thomas Jacobsen. Anteriormente, nos Jogos de 1988, ficara com bronze na tripulação com Secher e Jan Mathiasen.
Em novembro de 2008, o Jesper Bank, juntamente com o ex-CEO Claus Olsen, comprou o fabricante de velas Elvstrøm Sails em Åbenrå do proprietário Peter Jørgensen. Em 1992, Bank foi eleito o Esportista do Ano da Dinamarca junto com Seier e Secher e desde 2009 é membro do Hall da Fama do Esporte Dinamarquês.